# Endocalyx thwaitesii
Endocalyx thwaitesii är en svampart som beskrevs av Berk. & Broome 1876. Endocalyx thwaitesii ingår i släktet Endocalyx, divisionen sporsäcksvampar och riket svampar.   Inga underarter finns listade i Catalogue of Life.